# Капри (ТВ серија)
Капри (итал. Capri) је италијанска телевизијска серија, снимана од 2006. до 2010.
У Србији се премијерно приказивала од 2010. на РТС 2, а од 2019. се репризно приказује на телевизији БК.

## Синопсис
Прича се врти око младе жене из Милана, Виторије Мари, која открива, месец дана пре него што се венчала, да је именована као корисник по вољи жене коју никада није упознала. Путује на острво Капри како би сазнала зашто, постаје испреплетена у животима људи које сусреће и учи нешто шокантно о њеној прошлости. Друга два главна лика у драми су браћа Масимо и Умберто.